# كريس بويل (لاعب كرة قدم)
كريس بويل (بالإنجليزية: Chris Boyle)‏ هو حكم كرة قدم ومدرب كرة قدم ولاعب كرة قدم بريطاني، ولد في 11 أغسطس 1972 في غلاسكو في المملكة المتحدة.